# Ларетей, Кяби
Кя́би А́льма Ларете́й (эст. Käbi Alma Laretei; 14 июля 1922, Тарту, Эстония — 31 октября 2014, Стокгольм, Швеция) — шведская пианистка и писательница эстонского происхождения.

## Биография
Родилась в семье Хейнриха Ларетея, занимавшего должность посла Эстонской Республики в СССР и в Швеции. Семья проживала в городе Нымме, в настоящее время — одном из районов Таллина. Один из дедов Кяби (с эстонского её имя переводится как Шишка) был сапожником, другой — мельником; многие её детские воспоминания связаны с деревней и остались красочными и насыщенными.
Игре на фортепиано Кяби начала учиться в 1936 году у Айно Кырба (Aino Kõrb) в Таллинской консерватории. В 1940 году, после вступления в Эстонию советских войск, эмигрировала в Швецию. Кяби Ларетей было отказано в приеме в Шведскую королевскую музыкальную академию, поскольку она не была гражданкой Швеции, поэтому она брала частные уроки у Анни Фишер, Эдвина Фишера и Марии-Луизы Струб-Мореско.
Концертная карьера Кяби Ларетей началась в 1946 году и достигла расцвета в 1950-е годы. Во время её британского дебюта в концертном зале Вигмор-холл в 1952 году её сольный концерт, в котором она  исполняла произведения Бетховена и Бартока, был, по словам одного из критиков, «впечатляюще уверенным и грамотно продуманным до мельчайших деталей». В Вигмор-холле она изредка выступала вплоть до 1975 года.
Гастролировала в Великобритании, Швеции, Западной Германии и США, исполняя преимущественно произведения романтических и современных композиторов (Шуберт, Хиндемит, Тубин).
Выйдя замуж за шведского кинорежиссера Ингмара Бергмана, Кяби Ларетей познакомила его с широким спектром классической музыки и показала ему, как репетируются и ставятся музыкальные произведения, и как артист подходит к их исполнению. Бергман, в свою очередь, посвятил ей свой фильм «Сквозь тусклое стекло» (1961), в котором использовал музыку Баха. Ларетей репетировала «Каприччио» Стравинского с самим композитором и исполнила его на Стокгольмском фестивале 1963 года.
В течение 1960-х годов Кяби Ларетей часто выступала в США, в том числе в Карнеги-холле. В 1968 году по приглашению супруги президента США Линдона Джонсона она дала рождественский концерт в Белом доме для афроамериканских детей.
Ларетей сыграла на фортепиано в пяти фильмах Бергмана, во многих радиопостановках. После расставания в 1969 году Ларетей и Бергман сохранили дружеские отношения и продолжали сотрудничество: в фильме «Осенняя соната» (1978) Кяби Ларетей играет за кадром за Шарлотту (в исполнении Ингрид Бергман) и её дочь Еву (в исполнении Лив Ульман) все фортепианные партии, в том числе прелюдию Шопена No.2 ля минор. Для съёмок сцен с игрой на фортепиано Ларетей провела обучение обеих актрис. В фильме Бергмана «Фанни и Александр» (1982) она сыграла роль тёти Анны фон Болен.
В 1993 году Кяби Ларетей выступила в Таллине вместе с Эстонским национальным симфоническим оркестром.
Благодаря своему интернациональному воспитанию, Кяби Ларетей свободно говорила на шести языках. Она написала несколько томов мемуаров, начав с книги «Как в переводе» (2004), в которой рассказывает о бурных первых годах её жизни с Бергманом. В книге «Тоны и страсти» (2010) она описала жизнь артиста-исполнителя. Много летних дней она провела с Бергманом в его доме на острове Форё, сочиняя музыку и играя на фортепиано. Ларетей написала музыку к документальному фильму Бергмана «Лицо Карин».
Известна как писательница. Все книги написала об определённых эпизодах своей жизни: детстве, учёбе, бабушках и дедушках, родителях, и почти все они были написаны на острове Форё. Одна из последних её книг «Как в переводе — тема с вариациями» рассказывает о её браках и болезненных разводах и вызвала настоящую бурю в шведском литературном ландшафте, в прессе и в общественной жизни страны.
Последние годы жизни Кяби Ларетей провела в большом доме для престарелых в центре Стокгольма. У неё была двухкомнатная квартира с кухней в доме с круглосуточно работающим персоналом, помощником для приготовления еды и уборки квартиры. В доме была также общая гостиная.
Последнее интервью она дала эстонской прессе в декабре 2012 года.
Умерла 31 октября 2014 года в возрасте 92 лет. Похоронена на кладбище Скугсчюркогорден.

## Награды
- 1972 — кавалер ордена Вазы (Швеция)
- 1977 — Культурная премия Представительства эстонцев в Швеции[эст.][7]
- 1978 — медаль Litteris et Artibus (медаль Литературы и искусств, Швеция)[8]
- 1998 — Орден Государственного герба 3-й степени (Эстония)[9]
- 2005 — литературная премия Эстонского капитала культуры[эст.] (40 000 крон)[10]

## Семья и личная жизнь
- Отец — Хейнрих Ларетей (Heinrich Laretei, 1892—1973).
- Мать — Альма Ларетей, в девичестве Коллист (Alma Laretei (Kollist), 1895—1974).
- Сестра — Майму Ларетей (Maimu Laretei-Evequoz, 1920—2012). Вышла замуж за Раймона Эвеко (Raymond Evéquoz), швейцарского дипломата, с которым впоследствии более десяти лет жила в Париже, работая представителем посольства Швейцарии[11].
- Первый муж (1950—1959) — шведский дирижёр Гуннар Стаерн[швед.][3]. 
  - Дочь Линда Марина Стаерн (род. 1955). Работала в больнице физиотерапевтом, затем сменила профессию[1].
    - Внуки Йоаким (Joakim) и Александра (Alexandra)[1].
- Второй муж (1959—1969) — режиссёр Ингмар Бергман[3]. 
  - Сын Дэниел Себастиан Бергман[англ.] (род. 07.09.1962), кинорежиссёр, с начала 2000-х годов — медбрат cкорой медицинской помощи[1].